# The Manson Brothers Midnight Zombie Massacre
The Manson Brothers Midnight Zombie Massacre es una película de terror y comedia de 2021, dirigida por Max Martini, escrita por Mike Carey y Chris Margetis, ambos a su vez la protagonizan junto a David B. Meadows y Randy Couture, entre otros. El filme fue realizado por Mona Vista Productions y se estrenó el 10 de septiembre de 2021.

## Sinopsis
Dos hermanos peleadores se anotaron en un juego nuevo. Lo que no sabían es que tenían que mantenerse en una arena para combatir contra zombis.